# دیا آگ
دیا آگ (انگلیسی: DEA AG) شرکت نفت و گاز آلمانی است، که در سال ۱۸۹۹ تأسیس شد.